# Alleanza della Nazione
L'Alleanza della Nazione (in turco Millet İttifakı) è stata un'alleanza elettorale formatasi nel maggio 2018 in Turchia tra il Partito Popolare Repubblicano (CHP), il Buon Partito (İYİ), il Partito Democratico (DP) e il Partito della Felicità (SP). 
L'alleanza voleva essere una continuazione della cooperazione di coloro che si sono opposti al referendum costituzionale del 2017 e successivamente garantire un'ulteriore azione comune.

## Storia

### Elezioni generali del 2018
L'obiettivo delle elezioni del 2018 era quello di schierare nelle province e nelle contee alcuni candidati di partiti che avessero maggiori possibilità di conquistare un seggio in parlamento, al fine di ottenere una maggioranza in parlamento. Partecipando a questa alleanza, il DP e l'SP volevano "riportare indietro" i propri elettori che altrimenti a causa della soglia minima vigente del dieci per cento per l'entrata in parlamento avrebbero votato per altri partiti (il cui oltrepassamento della soglia era certo; soprattutto l'AKP). Inoltre, l'alleanza è stata sostenuta dal Demokratik Sol Parti..

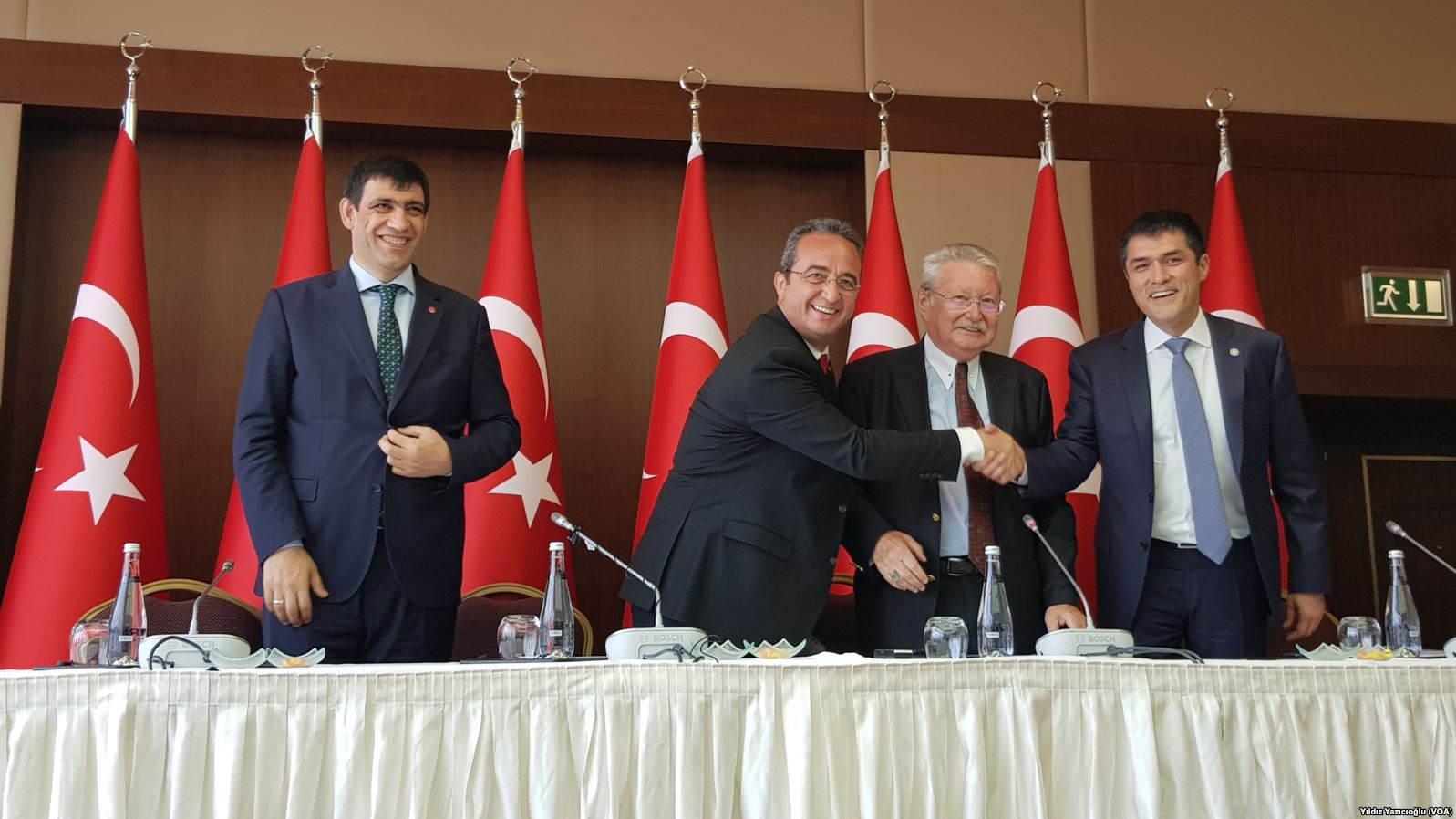
Riunione dei rappresentanti dei partiti dell'Alleanza della Nazione prima delle elezioni del 2018

Il Partito della Felicità ha così portato due candidati alla Grande Assemblea Nazionale di Turchia attraverso le liste elettorali del CHP; questi sono passati al loro vero partito dopo il giuramento. Il leader del Partito Democratico è riuscito a fare lo stesso attraverso il Partito İyi.
Al contrario, nelle elezioni presidenziali che si sono svolte contemporaneamente, ogni partito avrebbe dovuto schierare il proprio candidato al primo turno (con il DP che avrebbe appoggiato Akşener), massimizzando così la possibilità di un ballottaggio in cui il candidato dell'opposizione avrebbe ricevuto il sostegno di tutti i partiti. Questo non è poi accaduto in quanto il presidente uscente Erdoğan ha vinto le elezioni al primo turno.

### Elezioni locali del 2019
Il CHP e l'İYİ hanno concordato un'altra alleanza in vista delle elezioni locali del 31 marzo 2019. Di conseguenza, l'İYİ non ha presentato propri candidati a sindaco in città come İstanbul, Ankara e İzmir, sostenendo così il CHP. Da parte sua, il CHP non ha presentato propri candidati a Balıkesir, Trabzon e Denizli, tra le altre. Inoltre, ci fu anche un candidato comune nelle circoscrizioni di molte città. In totale, la cooperazione è stata concordata in 51 città/province.
CHP e İYİ sono così riusciti a conquistare la carica di sindaco in quattro delle cinque città più grandi del Paese (Istanbul, Ankara, Izmir e Adana).

### Il "Tavolo dei Sei"
In seguito alla formazione di un "Tavolo dei Sei" (in turco Altılı Masa) e a una serie di incontri congiunti in corso tra i membri dell'Alleanza e i non membri dei partiti DEVA e GELECEK per lavorare insieme alla creazione di una nuova costituzione e al ritorno a un nuovo sistema parlamentare, sono emerse nei media e nella sfera pubblica speculazioni e l'idea di una alleanza allargata.
Nell'ambito delle riunioni di cooperazione congiunta tra 6 partiti in corso sotto il nome di "Tavolo dei Sei" (turco: Altılı Masa) con i membri dell'Alleanza İYİ, CHP, SP, DP, ma anche insieme a non membri come il Partito della Democrazia e del Progresso (DEVA) e il Partito del Futuro (GP). Il tavolo sta lavorando su una nuova proposta di sistema parlamentare "migliorato e rafforzato", modellato su altre democrazie parlamentari e considerato più democratico e stabile rispetto al precedente sistema parlamentare turco, compresa una nuova costituzione che garantisca i suddetti fondamenti e non solo.
Il 26 gennaio 2023, anche i restanti partiti membri del "Tavolo dei Sei" hanno aderito all'Alleanza della Nazione.
Il 3 marzo 2023, la leader di İYİ Meral Akşener ha annunciato di aver preso la decisione di ritirarsi dal Tavolo dei Sei e dall'Alleanza Nazionale e ha dichiarato che il suo partito non avrebbe sostenuto il leader del principale partito di opposizione CHP Kemal Kılıçdaroğlu come candidato comune alle elezioni presidenziali turche del 2023. Tuttavia, il 6 marzo, lei e il suo partito sono rientrati nel Tavolo dei Sei dopo intense critiche pubbliche e dopo l'annuncio che Ekrem İmamoğlu e Mansur Yavaş sarebbero stati nominati vicepresidenti in caso di vittoria di Kemal Kılıçdaroğlu alle elezioni presidenziali.  Quest'ultimo è stato così designato come candidato unico dell'alleanza alle elezioni presidenziali del 2023.

### Elezioni generali del 2023
Nel 2023 il formato dell'Alleanza della Nazione presenta forti differenze rispetto al 2018, quando tutti i partiti avevano nominato i loro singoli candidati alla presidenza e l'alleanza aveva più un obiettivo elettorale che politico, collegando partiti con precetti vagamente definiti. In occasione delle elezioni generali del 2023, i sei partiti hanno partecipato uniti e hanno agito con consenso, hanno presentato come candidato alla Presidenza della Repubblica il leader del CHP Kemal Kılıçdaroğlu.
Nelle elezioni parlamentari l'Alleanza della Nazione ha ottenuto 212 seggi nella Grande Assemblea Nazionale Turca, non raggiungendo tuttavia la maggioranza parlamentare.
Nelle presidenziali, Kilicdaroglu è arrivato secondo sia al primo turno che al ballottaggio, venendo sconfitto dal presidente uscente Erdoğan.

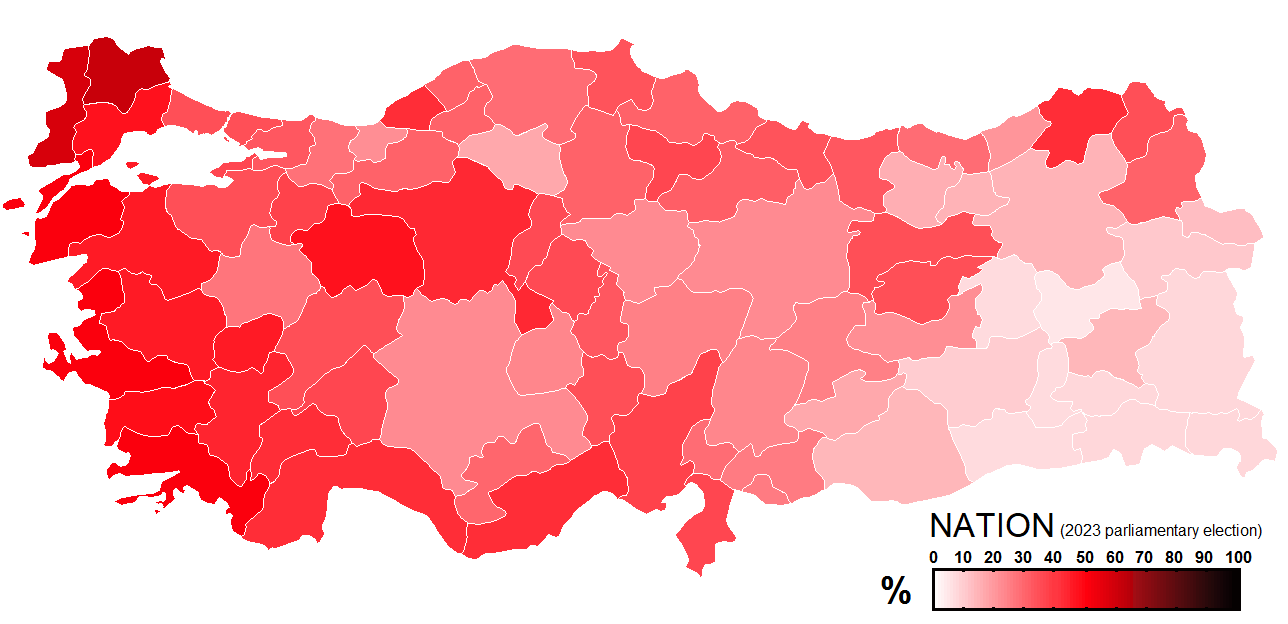
Voti per l'Alleanza della Nazione alle elezioni parlamentari del 2023

L'allenza è stata sciolta pochi giorni dopo le elezioni, dopo l'annuncio del ritiro di alcuni partiti da essa a causa della sconfitta elettorale e il mancato raggiungimento degli obbiettivi prefissati.

## Ideologia
In generale, la piattaforma poneva particolare enfasi sull'istituzione di un sistema parlamentare rafforzato, sull'inversione dell'attuale tendenza all'arretramento democratico, sul ripristino dello stato di diritto e della separazione dei poteri, nonché sul miglioramento della situazione dei diritti umani in Turchia.